# Mikrobni metabolizam
Mikrobni metabolizam je proces kojim mikrobi dobijaju energiju i nutrijente (npr. ugljenik) koji su im neophodni da žive i da se reprodukuju. Mikrobi koriste mnoštvo različitih tipova metaboličkih strategija i vrste se obično mogu međusobno diferencirati na osnovu njihovih metaboličkih karakteristika. Specifična metabolička svojstva mikroba su glavni faktori u određivanju mikrobne ekološke niše, i često omogućavaju datom mikrobu da bude koristan u industrijskim procesima ili odgovoran za biogeohemijske cikluse.

## Tipovi
Svi mikrobni metabolizmi se mogu grupisati koristeći tri principa:
1. Način na koji organizmi dobijaju ugljenik za sintetisanje ćelijske mase:
- autotrofni – ugljenik se dobija iz ugljen-dioksida ({\displaystyle {\ce {CO2}}})[2]
- heterotrofni – ugljenik se dobija iz organskih jedinjenja[3]
- miksotrofni – ugljenik se dobija iz organskih jedinjenja i putem fiksacije ugljen-dioksida[4]

2. Način na koji organizmi dobijaju redukujuće ekvivalente koristeći bilo energiju konzervacije ili biosintetičke reakcije:
- litotrofni – redukujući ekvivalenti se dobijaju iz neorganskih jedinjenja
- organotrofni – redukujući ekvivalenti se dobijaju iz organskih jedinjenja

3. Način na koji organizmi dobijaju energiju za život i rast:
- hemotrofni – energija se dobija iz spoljašnjih hemijskih jedinjenja
- fototrofni – energija se dobija iz svetlosti

U praksi se ovi termini slobodno kombinuju. Tipični primeri su:
- hemolitoautotrofi dobijaju energiju putem oksidacije neorganskih jedinjenja i ugljenika iz fikacije ugljen-dioksida. Primeri: nutrifikacione bakterije, sumpor-oksidujuće bakterije, gvožđe-oksidujuće bakterije, nolgas bakterije
- fotolitoautotrofi dobijaju energiju iz svetla i ugljenika iz fiksacije ugljen-dioksida, koristeći redukujuće ekvivalente iz neorganskih jedinjenja. Primeri: modrozelene bakterije (voda (H
2O) kao donor redukujućeg ekvivalenta), Chlorobiaceae, Chromatiaceae (vodonik sulfid (H
2S) kao donor redukujućeg ekvivalenta), Chloroflexus (vodonik (H
2) kao donor redukujućeg ekvivalenta)
- hemolitoheterotrofi dobijaju energiju iz oksidacije neorganskih jedinjenja, ali ne mogu da fiksiraju ugljen-dioksid ({\displaystyle {\ce {CO2}}}). Primeri: neki pripadnici Thiobacilus, Beggiatoa, Nitrobacter spp., Wolinella (sa H
2 kao donorom redukujućeg ekvivalenta), nolgas bakterije, sulfat-redukujuće bakterije
- hemoorganoheterotrofi dobijaju energiju, ugljenik i redukujuće ekvivalente za biosintetičke reakcije iz organskih jedinjenja. Primeri: većina bakterija, e. g. , ,
- fotoorganoheterotrofi dobijaju energiju iz svetlosti, a ugljenik i redukujuće ekvivalente za reakcije biosinteze iz organskih jedinjenja. Neke vrste su striktno heterotrofne, mnoge druge imaju i sposobnost fiksiranja ugljen-dioksida i miksotrofne su. Primeri: Rhodobacter, Rhodopseudomonas, Rhodospirillum, Rhodomicrobium, Rhodocyclus, Heliobacterium, Chloroflexus (alternativno fotolitoautotrofima sa vodonikom)